# Los días contados (telenovela)
Los días contados era una telenovela argentina producida y dirigida para ATC (hoy Televisión Pública) en 1983. Fue protagonizada por Luisina Brando y Carlín Calvo. Además contó con las participaciones estelares de Federico Luppi, Héctor Bidonde, Alejandra Darín y Horacio Dener.

## Elenco
- Luisina Brando - Ana
- Carlín Calvo - Bruno
- Federico Luppi - Horacio
- Héctor Bidonde - Germán
- Alejandra Darín - Marcela
- Horacio Dener - Encinas
- Rosa Ferrer
- Marta Gam - Carmen
- Carlos Gros
- Maurice Jouvet - Ricardo
- Claudia Lapacó - María Marta
- Enrique Liporace - Freddy
- Rodolfo Machado
- Carlos Olivieri - Juanca
- Alita Román
- Rubén Stella - Rodolfo
- Gonzalo Zambanini - Mariano

## Equipo de producción
- Historia: Jorge Maestro y Sergio Vainman
- Dirección: Gerardo Mariani